# MirrorTo
MirrorTo(ミラートゥー)は、スマホの画面をPCにキャストできるPCミラーリングソフト。ソフトウェアメーカーのiMyFone Technology (アイマイフォンテクノロジー) が開発、販売している。

## 特徴
- iOS/Androidデバイスの画面をPCにミラーリングできる。
- USB経由の有線とWi-Fi経由の無線の二つの接続方法があり、遅延なくPCで閲覧ができる[3][4][信頼性要検証]
- PCから大画面でスマホを自由に操作可能。
- PCで遅滞なくFGOやPUBGなどのモバイルゲームをプレイできる。
- スマホの内容をYouTube、TikTok、Discord、Zoomなどにストリーミング配信可能。

## プラットフォーム
- Windows 7/8/8.1/10/11
- macOS 10.9 - macOS 15

### 対応デバイス
- iOS 7以降（最新のiOS 18も含む）
- Android 6.0 以降（最新のAndroid 15も含む）

1つのアカウントで複数のデバイスやシステムにアクセス可能。

### 対応形式
- CPU - Intel、AMD CPU、1GHzまたはそれ以上